# Острів доктора Френкліна
«Острів доктора Френкліна» (англ. Dr. Franklin's Island) — молодіжний науково-фантастичний роман жахів американської письменниці Енн Галам, надрукований 2002 року. Написаний від першої особи. Вільно заснований на романі Герберта Веллса «Острів доктора Моро» 1896 року, розповідає історію трьох підлітків, які опиняються на острові, що належить доктору Френкліну, блискучому, але божевільному вченому, який хоче використати дітей як зразки для своїх трансгенних експериментів.

## Сюжет
Літак до дослідницького центру в Еквадорі розбиається в океані, а єдиними вцілілими стають троє дітей: Семі Гарсон, дівчина-оповідачка; Міранда, смілива дівчина; і хлопчик на ім’я Арні. Вони повинні переплисти на сусідній острів і вижити самостійно. Незабаром Арні зникає, а дівчата потрапляють в заручники на острові до доктора Френкліна та його помічника доктора Скіннера, які проводять над ними трансгенні експерименти. Вони перетворюють Міранду на птаха, а Семі — на манту-скача, яка все ще може спілкуватися за допомогою радіочіпів, закладених у їх нові тіла. Виявляється, що зниклий Арні, також ув'язнений доктора Франкліна, підслуховує їх та повідомляє вченим про їх розмови. Арні каже двом дівчатам, що є ліки від їх теперішнього стану і він спробує допомогти їм, отримавши ці ліки. Невдовзі Семі починає таємно отримувати лікування, дізнавшись, що Скіннер підбирає їй дози протиотрути.
Скіннер звільняє її з блокування, в жаху від експериментів. Семі, тепер знову повноцінна людина, знаходить змію і виявляє, що це Арні. Їх знову захоплює Френклін, у якого Міранда також застрягла в сітці. У відчайдушній останній спробі врятувати власне життя вони атакують вченого, який гине внаслідок удару в електричний паркан. Семі, Міранда та Арні тікають на човні на материк. По дорозі додому Семі дає Міранді та Арні протиотруту, й вони повертаються до людської форми.
Вони прибувають до Еквадору, де розповідають дещо змінену історію своїх пригод (не згадуючи про «лікування» Френкліна), і щасливо повертаються до батьків. Історія закінчується занепокоєнням Семі про те, що трансгенна ДНК все ще знаходиться в їх клітинах, і що вони можуть мати специфічні ознаки, які повернуть їх до стану тварин та мрій про світ, який дозволить Арні та Міранді стати істотами, якими вони були на острові без перешкод між ними.

## Відгуки
Деббі Картон з Booklist високо оцінила роман за зворушливу розповідь, яка, за її словами, влучно ілюструє «турботу підлітків про зовнішній вигляд і відповідність», незважаючи на їх труднощі. Журналісти Publishers Weekly назвали книгу «кошмарним трилером інтенсивності білих кісток» і оцінили її «[багаті] характеристики». Елізабет Буш з «Бюлетня Центру дитячої книги» зазначила, що роман «був би не чим іншим, як подвійним збентеженням у фільмі», якби Галам не вміло «зібрала [свій] сюжет докупи» наприкінці. Джейн П. Фенн із «Журналу шкільної бібліотеки» назвала роман «приголомшливою і жахливою науково-фантастичною пригодою». Роджер Саттон з «The Horn Book Guide to Children and Young Adult Books» писав, що, хоча на острові доктора Френкліна є «поспішний сюжет», це «суцільна пригодницька історія, яка базується на актуальних етичних питаннях». Вікторія Ноймарк із «Times Educational Supplement» зазначила, що історія була життєздатною, оскільки Галам базував її на «майже банальній перспективі підлітка». Журналісти журналу «Вчитель» зазначили, що роман «ефективно вирішує питання прав тварин та етику генної інженерії».